# Малый Лужок (Гдовский район)
Малый Лужок, Мещанский Лужок  — деревня в Добручинской волости Гдовского района Псковской области России. Фактически урочище (нежилая уже до 1980 года).

## География
Деревня находится в северной части региона, в зоне хвойно-широколиственных лесов.
Уличная сеть не развита.

### Климат
Климат характеризуется как умеренно континентальный, с относительно коротким тёплым летом и продолжительной, как правило, снежной зимой. Средняя многолетняя температура самого холодного месяца (января) составляет −8°С, температура самого тёплого (июля) — +17,4°С. Среднегодовое количество осадков — 684 мм.

### Часовой пояс
Деревня Малый Лужок, как и вся Псковская область, находится в часовой зоне МСК (московское время). Смещение применяемого времени относительно UTC составляет +3:00.

## История
До 1 января 2006 года деревня входила в состав Вейнской волости.

## Население
| 2001 | 2002 | 2010 |
| ---- | ---- | ---- |
| 0    | →0   | →0   |

## Инфраструктура
До Великой Отечественной войны в деревне были подворья
.

## Транспорт
Лесная дорога идет к югу к деревне Казниково и далее к автодороге 58К-096.